# Herzton

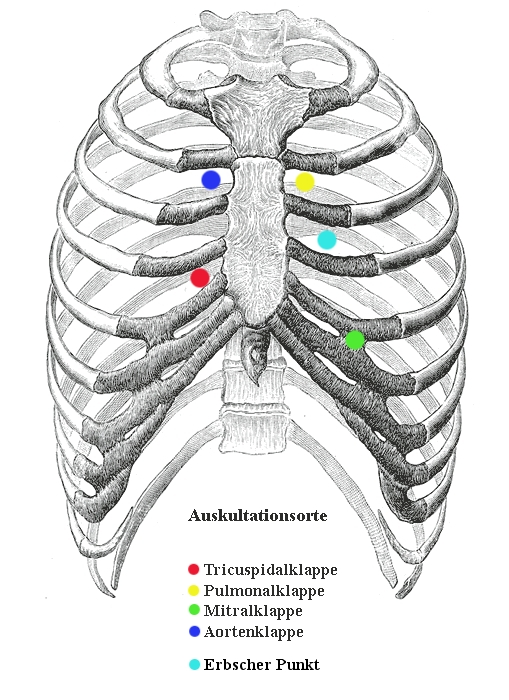
Auskultationsorte der Herztöne

Als Herztöne bezeichnet man die während der Herzaktion entstehenden hörbaren Schwingungen (15–400 Hz), die auf die Brustkorbwand übertragen werden. Mit aufgelegtem Ohr oder dem Stethoskop sind zwei der vier Herztöne wahrnehmbar (Auskultation, z. B. am Erbschen Punkt).
- Der 1. Herzton ist dumpf und dauert 0,14 s. Er kommt dadurch zustande, dass sich die Kammermuskulatur beim Schluss der Segelklappen (Herzklappen zwischen Vorhof und Kammer) um das inkompressible Blut kontrahiert („Muskelanspannungston“). Er ist über der Herzspitze am besten zu hören. Die frühere Definition des 1. Herztones als „Schluss der Atrioventrikularklappen“ ließ sich physiologisch nicht halten. Am normalen Herzen ist der Schluss oder das Öffnen von Atrioventrikularklappen selbst nicht hörbar.
- Der 2. Herzton ist heller, lauter und kürzer (0,11 s) als der 1. Herzton. Er entsteht durch die Vibration der Blutsäule in den Gefäßen unmittelbar nach dem Schluss der Taschenklappen von Aorta und Truncus pulmonalis („Klappenschlusston“). Er ist über der Herzbasis am besten zu hören.

Um bei absolut arrhythmischen Patienten den ersten vom zweiten Herzton zu unterscheiden, kann man beim Auskultieren gleichzeitig den Puls fühlen (beispielsweise den Handgelenkspuls an der Arteria radialis). Der erste Herzton geht der gefühlten Pulswelle unmittelbar voraus.
Kindliche Herztöne hörte erstmals François Isaak Mayor (um 1779 – 1855) im Jahr 1818.

## Physiologische (normale) Herztöne
Im Phonokardiogramm lassen sich vier Herztöne differenzieren:
- I. Herzton in der Anspannungsphase des Herzens (R-Zacke im EKG)
- II. Herzton beim Schließen der Taschenklappen der zwei Arterien des Herzens (kurz nach der T-Welle im EKG)
- III. Herzton in der frühen Füllungsphase durch das in die Herzkammer einströmende Blut (fällt ins vordere Drittel der TP-Strecke im EKG)
- IV. Herzton, der nur gelegentlich als Ton der Vorhofkontraktion zu finden ist (kurz nach der P-Welle im EKG).

Der 3. und 4. Herzton sind nur bei Kindern und Jugendlichen bis zu einem gewissen Grad physiologisch, bei älteren Patienten sind sie immer als pathologisch anzusehen. Der 3. Herzton kommt durch das Auftreffen des Blutstrahls auf die steife Wand der (insuffizienten) Herzkammer zustande; das Vorhandensein eines 3. Herztons (und dadurch entstehendem „protodiastolischen Galopprhythmus“) hat prognostische Bedeutung bei der Herzinsuffizienz und beim akuten Herzinfarkt. Der 4. Herzton (genannt auch Vorhofton) entsteht durch die verstärkte Vorhofkontraktion bei erschwerter Ventrikelfüllung. Sind 3. und 4. Herzton gleichzeitig vorhanden, kann bei schnellem Herzschlag (Tachykardie) ein „Summationsgalopp“ entstehen.
Der Mitralöffnungston (MÖT) ist eventuell in der frühen Diastole 0,08–0,1 s nach dem 2. Herzton bei Patienten mit Verengung der Mitralklappe (Mitralstenose) zu hören. Ihm schließt sich meist das typische „tieffrequente diastolische Rumpeln“ an.
Ein Trikuspidalöffnungston entsteht durch vermehrten Füllungsdruck an den AV-Klappen des rechten Herzens, etwa bei Trikuspidalstenose oder beim Vorhofseptumdefekt. Zudem können AV-Klappenöffnungstöne bei Erhöhung des zirkulierenden Volumens und gesteigerter Geschwindigkeit des frühdiastolischen Bluteinstroms in die Herzkammern entstehen.

## Pathologische (krankhafte) Herzgeräusche
Kommen zu den Herztönen auch Herzgeräusche hinzu, so weisen diese im Gegensatz zu den Herztönen meist auf Herzklappenfehler hin. So ist zum Beispiel ein Herzgeräusch während der Systole – der Anspannungsphase und Ausströmungsphase des Herzens – meistens auf eine Stenose (Verengung) der Taschenklappen oder eine Insuffizienz (Undichtigkeit) der Segelklappen zurückzuführen. Ein diastolisches Geräusch – während der Entspannungsphase und Füllungsphase des Herzens – weist dagegen meist auf undichte Taschenklappen oder verengte Segelklappen hin. Zum Abhören der normalen und pathologischen Herztöne und Herzgeräusche wird ein Stethoskop benutzt. Dabei ist zu beachten, dass die pathologischen Herztöne, also 3. und 4. Herzton, tieffrequent sind und daher mit dem sogenannten Trichter des Stethoskops deutlich besser als mit der Membran zu hören sind.